# Castell de les Espases (cim)
El cim del Castell de les Espases (o Sant Salvador de les Espases) és una muntanya de 412,9 metres que es troba a cavall dels municipis d'Esparraguera i Olesa de Montserrat a la comarca del Baix Llobregat i de Vacarisses a la comarca del Vallès Occidental. Al seu cim hi ha el castell i la capella de Sant Salvador de les Espases.
Aquest cim està inclòs al llistat dels 100 cims de la FEEC.